# Garnay
Garnay is een gemeente in het Franse departement Eure-et-Loir (regio Centre-Val de Loire). De plaats maakt deel uit van het arrondissement Dreux. Garnay telde op 1 januari 2022 1.000 inwoners.

## Geografie
De oppervlakte van Garnay bedroeg op 1 januari 2022 14,13 vierkante kilometer; de bevolkingsdichtheid was toen 70,8 inwoners per km².

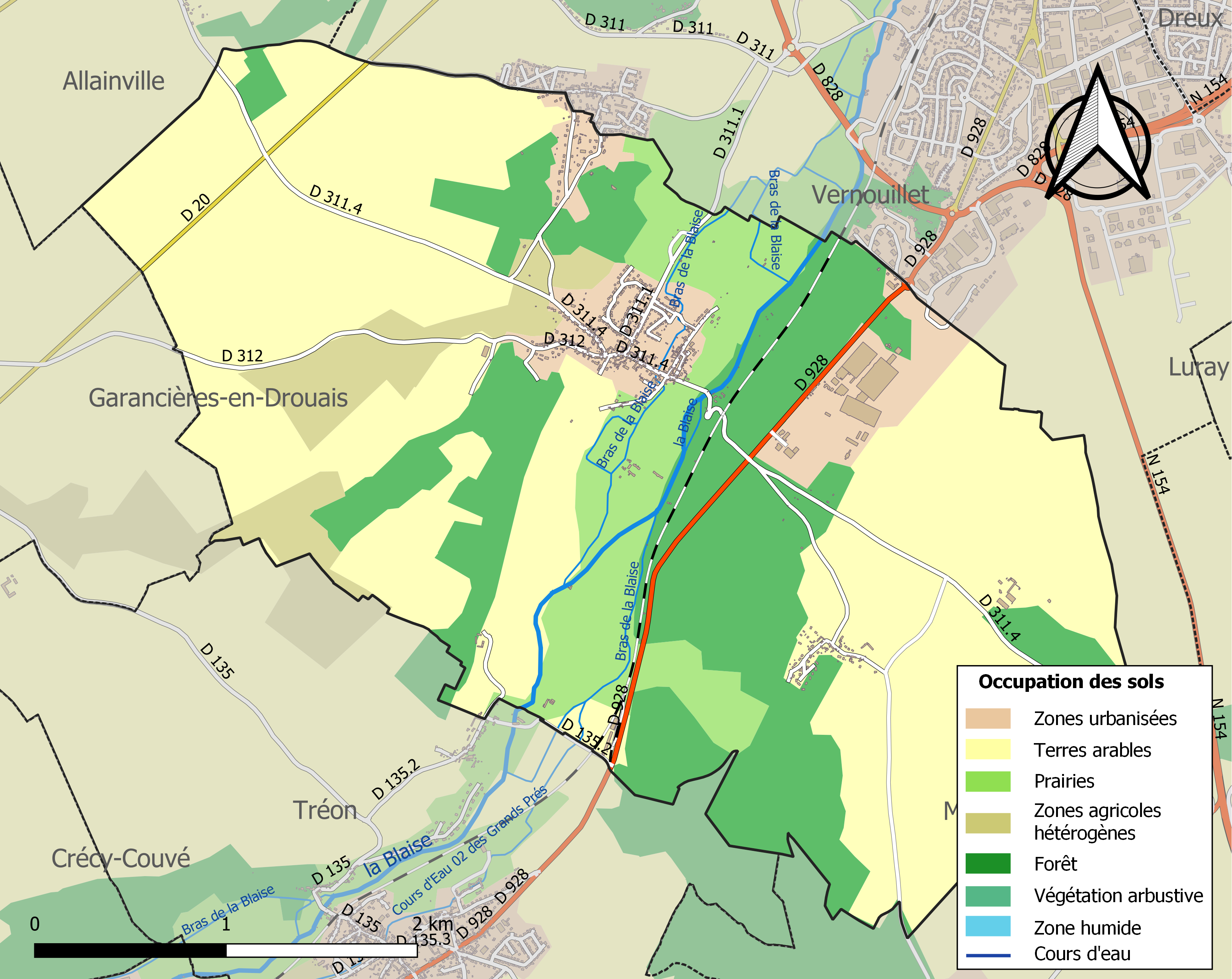
Kaart van de gemeente met belangrijkste infrastructuur, bodemgebruik en omliggende gemeenten

## Demografie
Onderstaande figuur toont het verloop van het inwonertal (bron: INSEE-tellingen).

## Geboren in Garnay
- Jean-Louis Émile Boudier (1828-1920), apotheker en mycoloog